# Stupid Kid
«Stupid Kid» (с англ. — «Глупый ребёнок») — песня американской панк-рок-группы Alkaline Trio, выпущенная в качестве первого сингла с альбома From Here to Infirmary (2001 г.) в 2001 году лейблом Vagrant Records.
В Великобритании были выпущены две разные версии сингла, и он стал первой песней группы, попавшей в чарты, заняв 53-е место в UK Singles Chart.

## О песне
«Stupid Kid» — это поп-панк-песня с отрывистым гитарным риффом; по звучанию напоминает ранние работы Green Day.
На сайте Cleveland.com песня «Stupid Kid» заняла 35-е место в списке 100 лучших песен в жанре поп-панк. Alternative Press поместила «Stupid Kid» на 28-е место в своём списке 100 лучших синглов 2000-х годов.

## Музыкальное видео
Режиссёрами клипа на эту песню стали Мэттью Барри и Морин Иган. В клипе группа исполняет песню на улице перед начальной школой. В школе мальчик влюбляется в свою учительницу и пытается произвести на неё впечатление. Когда учительница пишет в дневнике мальчика «ты меня пугаешь», он чувствует себя униженным перед классом, и другие дети смеются над ним. Он стоит за окном класса и снимает свой берет, обнажая пару дьявольских рогов, в то время как учитель задыхается от дыма.

## Список композиций
Слова и музыка всех песен — Мэтт Скиба, Дэн Андриано и Майк Фелумли (за исключением отмеченных).
| №                   | Название                  | Автор(ы)            | Длительность |
| ------------------- | ------------------------- | ------------------- | ------------ |
| 1.                  | «Stupid Kid»              |                     | 2:23         |
| 2.                  | «Metro» (кавер на Berlin) | Джон Кроуфорд       | 3:41         |
| 3.                  | «Private Eye»             |                     | 3:30         |
| Общая длительность: | Общая длительность:       | Общая длительность: | 9:31         |

| №                   | Название                                                           | Автор(ы)                               | Длительность |
| ------------------- | ------------------------------------------------------------------ | -------------------------------------- | ------------ |
| 1.                  | «Stupid Kid»                                                       |                                        | 2:23         |
| 2.                  | «She Took Him to the Lake» (песня с альбома Maybe I'll Catch Fire) | Мэтт Скиба, Дэн Андриано, Гленн Портер | 2:40         |
| 3.                  | «You've Got So Far to Go» (песня с альбома Maybe I'll Catch Fire)  | Мэтт Скиба, Дэн Андриано, Гленн Портер | 3:14         |
| Общая длительность: | Общая длительность:                                                | Общая длительность:                    | 8:17         |

## Участники записи
| Alkaline Trio - Мэтт Скиба — вокал, гитара - Дэн Андриано — вокал, бас-гитара - Майк Фелумли — ударные | Производственный персонал - Мэтт Эллисон — продюсер - группа Alkaline Trio — продюсеры - Нил Вейр — ассистент продюсера - Джерри Финн — сведение (в песнях «Stupid Kid», «Metro» и «Private Eye») - Джон Голден — сведение (в песнях «She Took Him to the Lake» и «You’ve Got so Far to Go») |

## Чарты
| 2002 | «Stupid Kid» | 49 | 53 | 6 |